# John Thurso

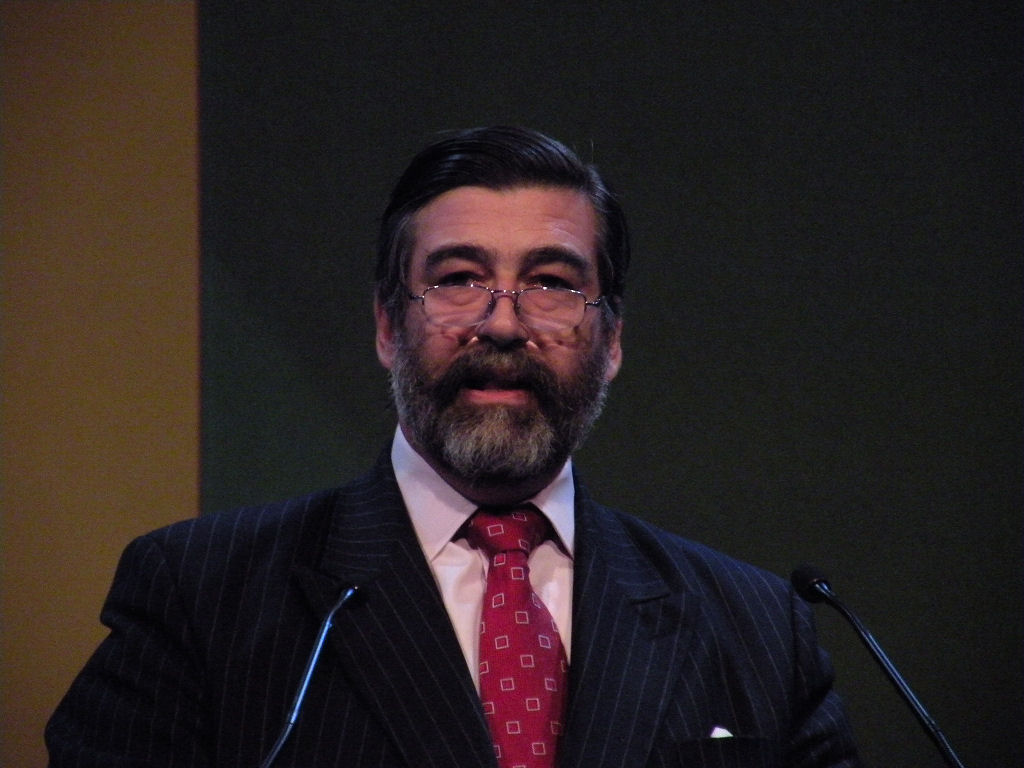
John Thurso

John Archibald Sinclair, 3. Viscount Thurso (* 10. September 1953), bekannt als John Thurso, ist ein schottischer Politiker.

## Leben
Thurso wurde als Sohn von Robin Macdonald Sinclair, 2. Viscount Thurso und dessen Ehefrau Margaret geboren. Er besuchte eine Schule in Thurso sowie das Eton College. Anschließend nahm er eine Anstellung im Management der Hotelkette Savoy an und leitete zwischen 1981 und 1985 ein Hotel in Paris. Thurso baute dann ein Hotel in Cliveden auf und leitete es bis 1992. Er stand dann zunächst der Granfel Holdings vor, dann der Champneys Group und trat in der BBC-Sendung Trouble at the Top auf.
1976 ehelichte Thurso Marion Ticknor Sage, mit der er drei Kinder zeugte, Louisa (* 1980), James (* 1984) und George (* 1989). John Thurso lebt mit seiner Familie im nordschottischen Thurso.

## Politischer Werdegang
Seit Generationen ist die Familie der liberalen Politik verbunden. So war Thurso Großvater Archibald Sinclair, 1. Viscount Thurso zwischen 1935 und 1945 Vorsitzender der Liberal Party. Nach dem Ableben seines Vaters im Jahre 1995 erbte Thurso den Titel des Viscount Thurso und nahm dessen Sitz im House of Lords ein. Dort war er Sprecher für Tourismus und Ernährung. Mit der Reform des House of Lords im Jahre 1999 wurden die meisten erblichen Parlamentssitze abgeschafft. Er schied damit aus dem Oberhaus aus.
Bei den ersten Wahlen zum Schottischen Parlament im Jahre 1999 bewarb sich Thurso um ein Listenmandat der Liberal Democrats in der Wahlregion Highlands and Islands. Infolge des Wahlergebnisses verpasste er jedoch den Einzug in das schottische Parlament. Bei den Unterhauswahlen 2001 bewarb er sich im Wahlkreis Caithness, Sutherland and Easter Ross um einen Sitz im britischen Unterhaus. Er beerbte damit seinen Parteikollegen Robert Maclennan, der zum Life Peer erhoben wurde und deshalb nicht mehr kandidierte. Er errang das Mandat vor dem Kandidaten der Labour Party und zog erstmals in das Unterhaus ein. Damit wurde er das erste ehemalige Mitglied des Oberhauses, das einen Sitz im Unterhaus erlangte, ohne dafür seinen Adelstitel abgelegt zu haben.
Zwischen 2003 und 2005 war Thurso im Schattenkabinett der Liberalen als Verkehrsminister vorgesehen. Bei den folgenden Unterhauswahlen in den Jahren 2005 und 2010 verteidigte er sein Mandat. Vor den Wahlen 2010 war Thurso liberaler Schattenminister für Wirtschaft. Bei den Unterhauswahlen 2015 konnte sich Thurso nicht gegen den SNP-Kandidaten Paul Monaghan durchsetzen und er schied in der Folge aus dem britischen Unterhaus aus. Am 19. April 2016 wurde Thurso als Nachfolger für den verstorbenen Eric Lubbock, 4. Baron Avebury in das House of Lords gewählt und damit nach 17 Jahren erneut Mitglied des Oberhauses.